# Hochelaga

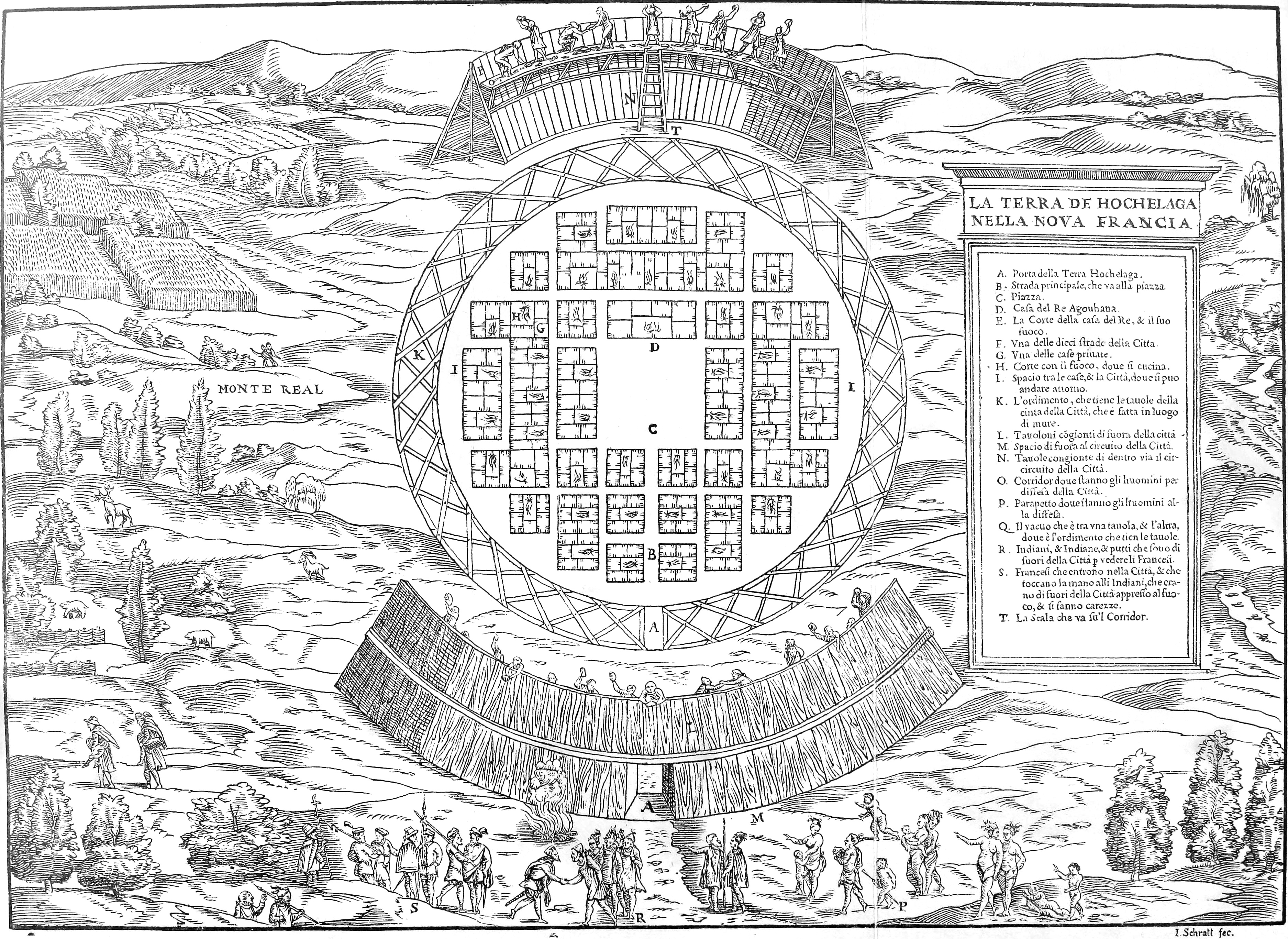
Idealistische Darstellung Hochelagas von Giovan Battista Ramusio und Giacomo Gastaldi (1556), gemäß Jacques Cartiers Aufzeichnungen

Hochelaga (Laurentisch möglicherweise „Große Stromschnelle“ oder „Biberdamm“) war ein befestigtes Dorf der Sankt-Lorenz-Irokesen im 16. Jahrhundert. Es befand sich in der Nähe des Mont Royal, dem Hausberg der heutigen kanadischen Stadt Montreal. Der französische Seefahrer Jacques Cartier besuchte das Dorf im Jahr 1535. Als Samuel de Champlain 1603 Cartiers Spuren folgte, war das Dorf verschwunden. Die genaue Lage des Dorfes ist nicht überliefert. Eine steinerne Markierung, die 1925 auf dem Gelände der McGill University angebracht wurde, soll den einstigen Standort Hochelagas anzeigen.

## Standort
Eine genaue Beschreibung des Dorfes mit ungefährer Standortangabe findet sich im Bericht Bref récit et succincte narration de la navigation faite en 1535 et 1536 („Kurzer Bericht und knappe Erzählung der 1535 und 1536 unternommenen Reise“), den Jacques Cartier im Jahr 1545 König Franz I. überreichte. Hochelaga war von einer hölzernen Palisade umgeben und umfasste rund fünfzig Häuser aus Holz und Rinde, überwiegend rechteckige, abgerundete Langhäuser. Das Dorf soll rund 1500 Einwohner gezählt haben. Cartier kehrte 1541 auf die Île de Montréal zurück. In seinem Bericht erwähnte er zwei Dörfer, jedoch nur eines, Tutonaguy, auch namentlich.
Als sich Samuel de Champlain 1603 auf Cartiers Spuren begab, waren die Sankt-Lorenz-Irokesen und ihre Siedlungen mittlerweile gänzlich verschwunden, wofür es mehrere Theorien gibt: Konflikte mit benachbarten Stämmen, die Auswirkungen der von Europäern eingeschleppten Epidemien oder eine Wanderungsbewegung in Richtung der Großen Seen. Archäologische Anhaltspunkte und der historische Kontext deuten am ehesten auf kriegerische Auseinandersetzungen mit anderen Irokesen hin, insbesondere mit den Mohawk. Die wenigen Überlebenden scheinen von diesen oder von den Algonkin assimiliert worden zu sein.
Die Angewohnheit der Sankt-Lorenz-Irokesen, bei Nachlassen der Bodenfruchtbarkeit ihre Dörfer zu zerlegen und an einem anderen Ort wieder aufzubauen, ist eine mögliche Erklärung dafür, dass der genaue Standort von Hochelaga bis heute ungeklärt ist. Verschiedene Hypothesen gehen davon aus, dass das Dorf nahe dem Mont Royal lag. 1860 stießen Arbeiter auf dem Gelände der McGill University auf die Überreste eines Dorfes. John William Dawson, der Rektor der Universität, ließ daraufhin eine der ersten Rettungsgrabungen in der Geschichte der kanadischen Archäologie durchführen. Die nach ihm benannte Dawson site geht auf die Zeit zwischen 1500 und 1550 zurück. Allerdings scheint das Dorf nicht identisch mit Hochelaga zu sein, da es nicht mit Cartiers Beschreibung übereinstimmt, zu klein war und eine Palisade fehlte.

## Abbildungen
Jacques Cartiers Entdeckungsreisen in Nordamerika stießen auch in Venedig auf Interesse, insbesondere bei Giovan Battista Ramusio. Er gab eine Buchreihe mit dem Titel Delle navigationi et viaggi heraus, eine Sammlung von Reiseberichten verschiedener Entdecker. Im dritten Band, der 1556 erschien, ist eine Illustration von Giacomo Gastaldi enthalten, auf der das Dorf Hochelaga abgebildet ist. Die regelmäßige Anordnung der Häuser, umgeben von einer kreisrunden Palisade, entspricht aber kaum Cartiers Aufzeichnungen. Gastaldi ließ sich wohl, geprägt von der italienischen Renaissance, vom Gedanken einer idealen Stadt leiten, die wenig mit der Realität zu tun hat. Eine Reproduktion dieser Abbildung, angefertigt von Paul-Émile Borduas, ziert die Wände des Chalet du Mont-Royal.